# Randersbro
Randersbro er en bro over Gudenåen, der forbinder Randers' centrum og nordlige bydele med Vorup og Kristrup syd for åen.
Den nuværende bro blev indviet i 1961 og er med sine 45.000 krydsende biler i døgnet en af landets mest befærdede vejstrækninger. Randers Kommune planlægger at opføre en ny bro over Gudenåen 400 m. øst for den nuværende for at aflaste trafikken.